# Synagogue de la Goethestraße (1910-1938)

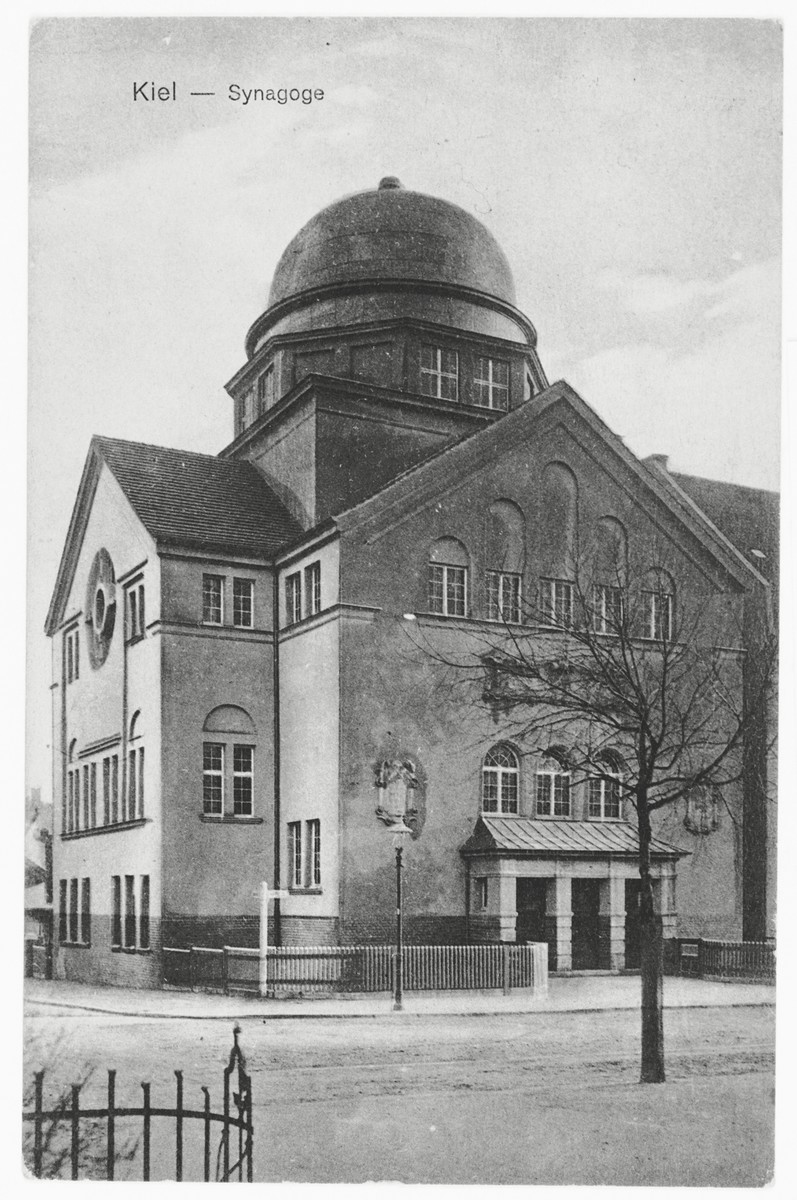
La synagogue de la Goethetraße vers 1930

La synagogue de la Goethetraße est la grande synagogue de Kiel, capitale du Land de Schleswig-Holstein en Allemagne, inaugurée en 1910 et détruite par les nazis lors de la nuit de Cristal en 1938 comme la majorité des synagogues et lieux de prière juifs d'Allemagne.

## Les premières synagogues
Les premiers Juifs s'installent à Kiel à la fin du XVIIe siècle. En 1796, la première maison de prière juive de la ville est aménagée au 12 de la Kehdenstraße, dans un ancien café universitaire. Jusqu'en 1868, le bâtiment est loué par la communauté juive et utilisé comme synagogue. Le bâtiment a été démoli en 1890.
Après la résiliation du contrat de location de la synagogue de la Kehdenstrasse, les offices sont temporairement tenus dans des salles privées au 31 Schuhmacherstraße. Mais fin décembre 1869, après six mois de construction, la communauté juive peut emménager dans sa synagogue à trois niveaux nouvellement construite au 5a Haßstraße, conçue suivant les plans de l'architecte hambourgeois Sigmund Selig. La salle de prière contient 85 sièges pour les hommes et possède une galerie réservée aux femmes. Cependant, après seulement quelques décennies, le bâtiment nécessite de façon urgente une rénovation et devient trop petit pour la communauté, qui s'est rapidement développée. Dès 1897, une vaste conversion est envisagée, mais celle-ci ne sera pas réalisée. De plus, la maison est fermée par les pompiers en 1908, de sorte que les offices ne peuvent plus s'y dérouler. Le bâtiment de la synagogue est vendu deux ans plus tard et utilisé à d'autres fins. Il est détruit pendant la Seconde Guerre mondiale à l'exception du rez-de-chaussée qui ne sera rasé qu'en 2019. À partir de 2010 environ, il y a des initiatives visant à préserver les vestiges du bâtiment en tant que monument, car il s'agissait de la plus ancienne preuve d'un édifice sacré juif à Kiel. En juillet-août 2019, le reste du bâtiment est démoli afin de construire un immeuble de 47 appartements locatifs. Les pierres de la façade du rez-de-chaussée sont numérotées et sécurisées lors de leur démolition. Depuis 2022, elles sont intégrées à la façade du nouveau bâtiment avec un panneau d'information au même endroit et dans la même disposition,.

## La synagogue de la Goethestraße

### Historique de la synagogue
Après la fermeture de la synagogue, les offices ont lieu temporairement dans la Haus der Landwirte, dans le Sophienblatt en face de la gare. En même temps, la communauté achète à la ville un terrain à l’angle de la Goethestraße et de la Humboldtstraße pour un prix préférentiel de 13 425 marks. Elle y fait construire une grande synagogue selon les plans de l’architecte de Kiel Johann Theede. Celle-ci est inaugurée le 2 janvier 1910 en présence du bourgmestre Paul Fuß et du grand-rabbin de Hambourg-Wandsbek
Le journal Kieler Nachrichten décrit la cérémonie: 
« ... La nouvelle synagogue de la communauté juive, construite dans un endroit magnifique au coin de la Goethe- et de la Humboldt-Straße, a été solennellement inaugurée dimanche après-midi et remise à sa destination. Parmi les invités on a remarqué entre autres le bourgmestre Fuß, le vice-président du conseil municipal, le procureur Döring et plusieurs membres de la municipalité et du conseil municipal ... le grand-rabbin de Wandsbek étaient également présents. ... Le constructeur du bâtiment, l'architecte Theede, a prononcé un discours dans lequel il a souligné que la tâche n'avait pas été facile. Il s'agissait de créer un édifice avec des moyens limités, mais qui devait être considéré comme monumental. ... le docteur Jacob a expliqué que la maison ne devait pas être utilisée à des fins matérielles, mais uniquement à des fins spirituelles ; il y aura une maison d'enseignement et une maison de prière. ... puis le rabbin Dr. Cohn dit une prière pour l'empereur et la municipalité, et ensuite les rouleaux de la Torah ont été soulevés et mis dans le sanctuaire sacré. ... le docteur Cohn ... a déclaré que le nouveau bâtiment servirai un triple objectif: il contient une école, un centre communautaire et un lieu de culte. Au-dessus des espaces d'enseignement, d'apprentissage et de vie s'élève la maison de Dieu, dans laquelle on trouvera l'édification et le recueillement pour le combat de la vie. »
La communauté juive était extrêmement libérale, ce qui se reflète également dans la conception de la salle de culte et la conduite des offices.
La communauté a financé la nouvelle synagogue sur ses fonds propres, avec des dons et avec le produit de la vente de la propriété de la Haßstraße. Le bâtiment est monumental avec quatre ailes et une partie centrale surmontée par un dôme imposant. Environ 400 personnes peuvent s'asseoir dans la grande salle de réunion à deux niveaux servant aux offices. En plus de cela, la synagogue abrite également une école religieuse et sert de centre pour la vie juive à Kiel: divers clubs et associations ont leurs locaux dans le bâtiment. Un mikvé (bain rituel) est installé en sous-sol lors de la couverture de la cour intérieure en 1926

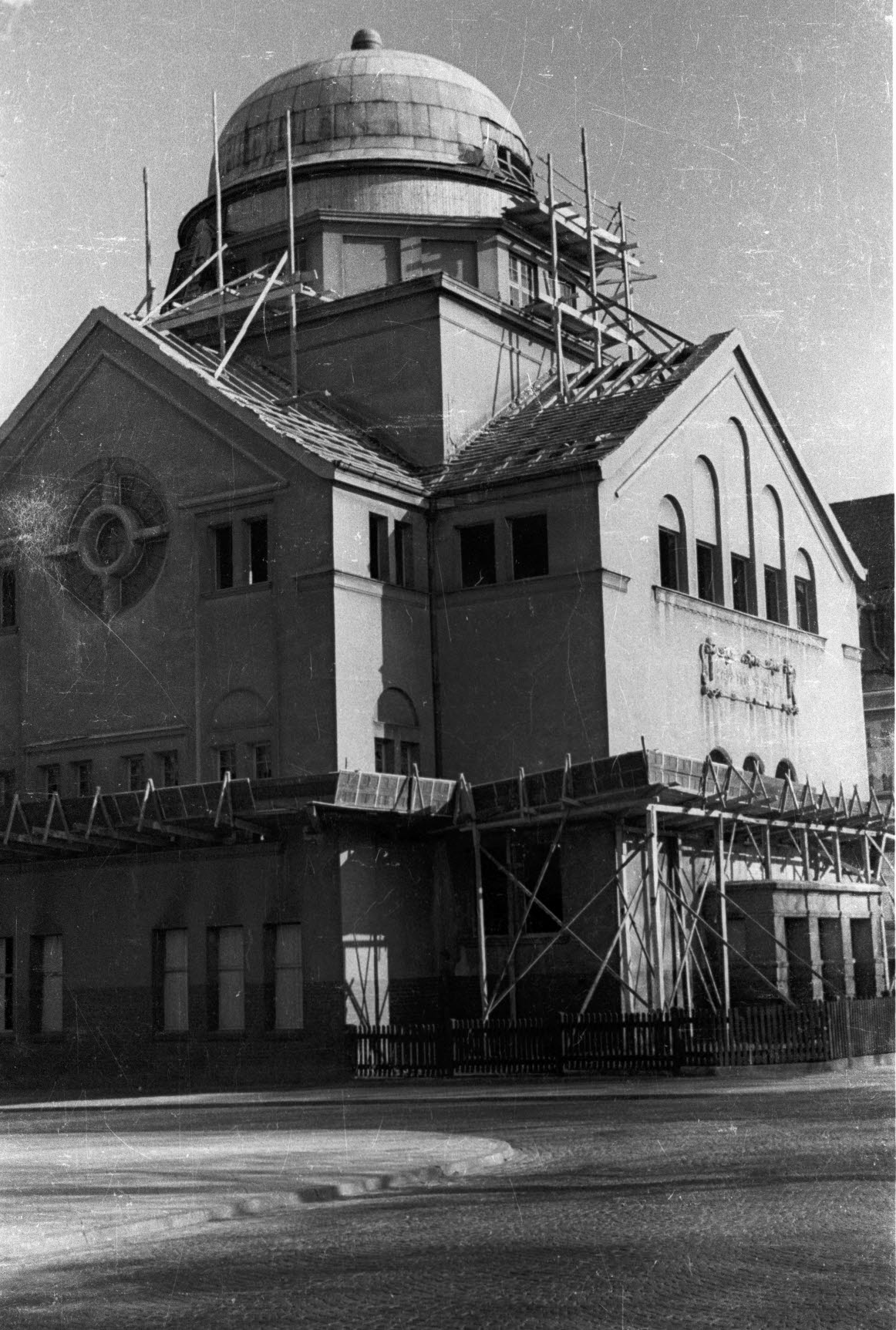
1939 -Destruction de la synagogue après son incendie

Dès le 3 août 1932, un attentat à la bombe inexpliqué est perpétré contre la synagogue, qui ne cause heureusement que des dégâts matériels mineurs.
Lors de la nuit de Cristal, du 9 au 10 novembre 1938, suivant les instructions du chef de la police de Kiel de l'époque, Joachim Meyer-Quade, des membres de la SS et de la SA se rassemblent avec des bidons d'essence sur Adolf-Hitler-Platz (aujourd'hui : Rathausplatz). Ceux qui sont encore en uniforme reçoivent des vêtements civils à la mairie comme camouflage. Puis ils se rendent en camion à la synagogue au coin de la Goethestraße et de la Humboldtstraße. Là, ils pillent les objets de valeur et dévastent la synagogue sous la supervision du chef SA Carsten Volquardsen, avant de l'incendier. L'ordre est donné aux pompiers de ne pas intervenir et de se contenter que le feu ne s'étende pas aux maisons voisines. Dans leur rapport sur l'incendie, les pompiers inscriront: cause inconnue. En 1939, la ville rachète les ruines et le terrain à la communauté juive pour 19 580 RM.
Les travaux de démolition, qui commencent peu de temps après, s'éternisent jusqu'en novembre 1940, de sorte que la construction initialement prévue d'un immeuble résidentiel et commercial sur le site n'est plus possible,.

### Emplacement
Le terrain sur lequel se dressait la synagogue est situé à l'est du Schrevenpark (anciennement Hohenzollernpark) dans le quartier Schreventeich de Kiel, à l'angle de la Goethestraße et de la Humboldtstraße. Il borde directement la propriété du collège d'enseignement général Humbold et se trouve en face de la centrale thermique de la Humboldtstraße (HKWH), qui existe encore aujourd'hui.

### Description de la synagogue
La synagogue est un bel édifice, aussi imposant à l'extérieur qu'à l'intérieur.
Au-dessus des portes d'entrée se trouvent de hautes fenêtres et au-dessus d'elles une inscription gravée en hébreu:  דע לפני מי אתה עומד  (Da lifnei mi atah omed: Sache devant qui tu te tiens). On pénètre dans la synagogue par un porche abritant trois portes côte à côte, dont seule la centrale est utilisée. Ces portes donnent sur un vestibule avec à droite et à gauche des escaliers menant au premier étage réservé aux femmes. De plus, à gauche de la salle se trouve une salle de classe avec des fenêtres donnant sur la Humboldtstraße, et à droite une grande salle communautaire avec une fenêtre donnant sur la Goethestraße. Un coin de cette salle sert également de salle de classe pour l'école religieuse. La salle est aussi utilisée comme synagogue en semaine quand il n'y a pas trop de fidèles et comme deuxième salle de prière les jours de grandes fêtes. A gauche du vestibule, une armoire et des cintres pour déposer son manteau.
On pénètre dans la grande salle de la synagogue par les grandes portes au fond du vestibule. La bimah est accessible par deux escaliers latéraux. On monte à l'Arche Sainte où sont enfermés les rouleaux de Torah aussi par deux escaliers sur le côté. Devant l'Arche, se trouvent les sièges du rabbin et du hazan (chantre).
Les bancs où s'assoient les fidèles sont en bois de couleur claire avec un siège rabattable. Une tablette pour déposer le livre de prière et un petit casier où ranger ses affaires sont fixés à l'arrière de chaque siège. La galerie des femmes au premier étage cerne la salle de prière sur trois côtés.
«  Au-dessus de deux voûtes en berceau qui se croisent s’élève un dôme puissant, d'où l'étoile de David dorée, gardée par une couronne d'aigles stylisée, se détache d'un bleu scintillant. Dans les arcs en plein cintre on reconnaît les armoiries des douze tribus partiellement entourées d'arabesques d'épines selon les indications du Midrash. Dans la grande fenêtre ronde - offerte par le groupe sioniste local de Kiel - on voit, entre autres symboles, le soleil se levant de Sion. »
La salle de prière au rez-de-chaussée peut accueillir 300 personnes et la galerie à l'étage supérieur 68 personnes et 24 chanteurs.

## Les autres maisons de prière
À partir de 1880 et au cours des premières décennies du XXe siècle, de nombreux Ostjuden (Juifs de l'Est) immigrent en Allemagne, fuyant les pogroms et les conditions politiques et sociales souvent antisémites des pays d'Europe de l'Est. Cela conduit à des conflits internes dans la communauté juive, avec les « Juifs occidentaux » établis, vivant souvent dans des conditions de classe moyenne et fortement intégrés dans la société allemande. Cela s'exprime également dans la forme libérale de la pratique religieuse.
Parmi les immigrés, en revanche, le judaïsme orthodoxe domine et ils viennent pour la plupart de milieux pauvres. Ce contraste signifie que les immigrés ne se sentent pas chez eux dans la synagogue libérale de Kiel et installent leurs propres salles de prière. L'une de ces salles de prière se trouve au premier étage de la maison du 2 Feuergang, approximativement sur le site de l'actuel bâtiment de la Sparkassen-Arena. Elle appartient au brocanteur juif oriental Alter Weber, qui s'est enrichi grâce à son commerce. Il a mis une partie de sa maison à disposition comme lieu de culte. Après la nuit de Cristal de novembre 1938, cette salle est la seule salle de prière restante pour les Juifs de Kiel. Alter Weber et contraint de vendre sa maison au plus tard en 1941. Il est déporté à Riga fin 1941 et y meurt fin avril 1942. La maison est détruite dans un bombardement, ainsi qu'une grande partie du quartier dit des passerelles.
L'autre salle de prière se trouvait au 30 Knooper Weg, mais on sait peu de choses à son sujet.

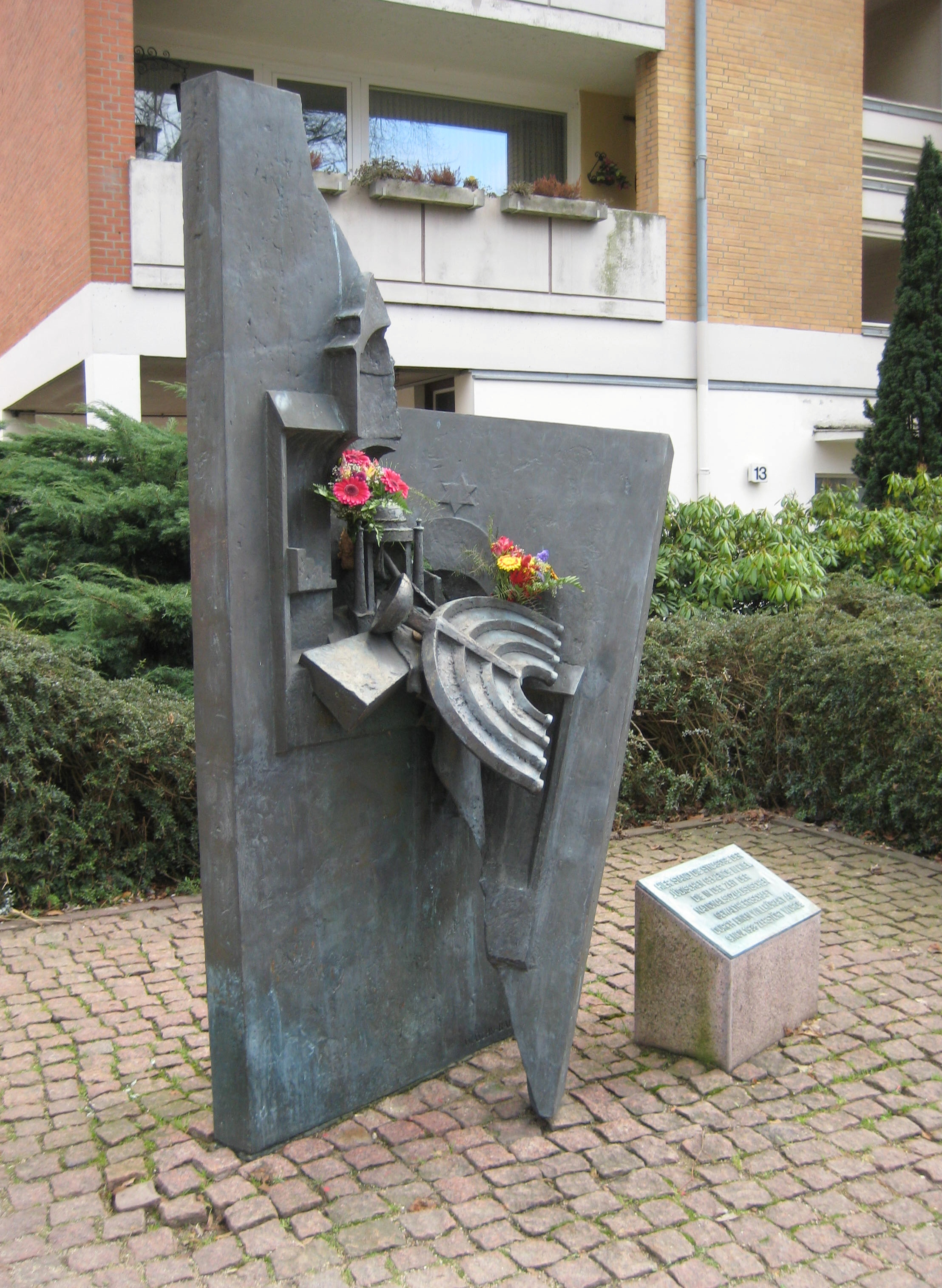
Le mémorial pour la synagogue détruite

## Mémorial
Pour commémorer la destruction de la synagogue, une plaque de bronze est installée en 1968 sur la façade d'un immeuble résidentiel construit dans les années 1960 à l'emplacement de la synagogue. En 1989, un mémorial est érigé au coin de la Goethestraße et de la Humboldtstraße, conçu par la sculptrice hambourgeoise Doris Waschk-Balz. L'ancienne plaque est intégrée dans ce mémorial.
« Hier stand die Synagoge der jüdischen Gemeinde in Kiel, die in der Zeit der nationalsocialistischen Gewaltherrschaft durch einen Willkürakt am 9 Nov 1938 zerstört wurden
('Ici se trouvait la synagogue de la communauté juive de Kiel, qui a été détruite par un acte arbitraire le 9 novembre 1938 pendant la tyrannie nationale-socialiste) »

## Les nouvelles synagogues
En 1933, à l'arrivée au pouvoir d'Hitler, seulement près de 0,3% de la population de Kiel est juive. Et pourtant, les quelque 600 Juifs qui y vivent à cette époque forment la deuxième plus grande communauté juive du Schleswig-Holstein après Altona. Lors de la Shoah, la majorité de ceux qui n'ont pas fui l'Allemagne ont été assassinés. Après la fin de la Seconde Guerre mondiale, seuls quelques survivants sont revenus à Kiel. En 1961, seuls 27 Juifs vivent dans la ville.
Aujourd'hui, environ 550 Juifs, dont la plupart sont venus d'Europe de l'Est, forment deux communautés indépendantes à Kiel, chacune avec sa propre maison de prière. La synagogue de la communauté orthodoxe Jüdische Gemeinde Kiel und Region (communauté juive de Kiel et de la région) est située au 6 Wikingerstraße dans le quartier Gaarden-Ost. La maison de prière de la communauté libérale Jüdische Gemeinde Kiel e.V.  (communauté juive de Kiel), était temporairement située dans la Eckernforder Straße. Le 31 août 2008, elle inaugure sa nouvelle synagogue dans la Jahnstraße, à quelques centaines de mètres du site de l’ancienne synagogue, mais celle-ci devient rapidement trop petite et depuis l'été 2019, la communauté utilise comme synagogue un bâtiment situé sur la Waitzstraße.